# Only You Freestyle
Only You Freestyle è un singolo del rapper britannico Headie One e del rapper americano-canadese Drake, pubblicato il 20 luglio 2020 su etichetta OVO Sound e Relentless.

## Antefatti
Il singolo è stato annunciato e promosso il giorno prima della sua pubblicazione sui canali social dei due rapper. Drake commentò la collaborazione con Headie One: «dovevo andarci forte, specialmente in una traccia con uno dei migliori artisti drill del mondo. Cancella tutto—il migliore artista drill del mondo».
Only You Freestyle è una traccia con sonorità drill prodotta da M1onthebeat, il quale «offre alla coppia [di rapper] un inquietante carico di 808 drill e bassi barcollanti, per trasmettere la loro raffica di barre crude e spavalde». Questo è il terzo brano drill pubblicato da Drake nel 2020, assieme a War e Demons contenuti nel suo mixtape Dark Lane Demo Tapes.

## Video musicale
Il video musicale è stato pubblicato su YouTube in concomitanza con l'uscita del singolo, il 20 luglio 2020. Diretto da Nathan James Tettey e Theo Skudra, presenta Drake che canta il suo verso in un parcheggio dove sono presenti degli affilati della OVO. Headie One canta in un edificio scarsamente illuminato. L'artwork è stata creata dall'artista britannico MLDNCM.

## Accoglienza
La rivista Complex ha acclamato la produzione di M1onthebeat, scrivendo che egli «usa pochi elementi chiave per ottenere un effetto spaventoso – un'armonia vocale eterea qui, alcuni 808 lì e una linea di basso tremante dappertutto – tutto insieme per uno stato d'animo grandioso e cinematografico nella sua portata. Come tutte le strumentali drill, però, si tira indietro il giusto per far sì che le barre prendano la ribalta».

## Tracce
Testi e musiche di Aubrey Graham, Irving Adjei e M1onthebeat.
1. Only You Freestyle – 4:09

## Classifiche
| Classifica (2020) | Posizione massima |
| ----------------- | ----------------- |
| Belgio (Fiandre)  | 74                |
| Irlanda           | 13                |
| Paesi Bassi       | 54                |
| Portogallo        | 186               |
| Regno Unito       | 5                 |
| Stati Uniti       | 118               |
| Svizzera          | 75                |